# Dunkerque (schip, 1937)
Het Franse slagschip Dunkerque dateerde uit de jaren dertig en is ingezet tijdens de Tweede Wereldoorlog. Het is vernoemd naar Duinkerke. De Dunkerque had één zusterschip, de Strasbourg.

## Achtergrond
Volgens het Verdrag van Washington uit 1922 was het Frankrijk toegestaan twee nieuwe slagschepen te bouwen gedurende de verdragsperiode, daar waar de andere partijen (Verenigde Staten, het Verenigd Koninkrijk, Italië en Japan) een bouwstop van 10 jaar overeen waren gekomen. Toch maakte Frankrijk pas na 1930 gebruik van deze optie. Omdat men niet gebruikmaakte van de maximaal toegestane bepalingen (ter zake een standaardwaterverplaatsing van 35.000 ton) moeten deze schepen vooral gezien worden als een reactie op de Duitse pantserschepen van de Deutschlandklasse, die ze zowel in snelheid en slagkracht als in bepantsering overtroffen. Vermoedelijk waren de Fransen geïnspireerd door het ontwerp van de Britse Nelson en Rodney, slagschepen uit de jaren twintig, want net als bij de Britse slagschepen bevond de volledige bewapening zich op de bak. Dit hielp om de lengte van de hoofdpantsergordel beperkt te houden. Bovendien hadden de Fransen de hoofdbewapening in slechts 2 geschutskoepels, met 4 kanonnen elk, ondergebracht. Ook dat hielp het gewicht te beperken, het nadeel daarvan was echter dat bij de uitschakeling van één geschutskoepel in het gevecht, het schip direct beroofd was van de helft van zijn slagkracht.
Gebaseerd op het ontwerp van de Dunkerque en de Strasbourg werden later de Jean Bart en de Richelieu gebouwd, grotere en zwaarder bewapende schepen.
De Dunkerque  werd in november 1942 tot zinken gebracht om te voorkomen dat ze door de Duitsers zou worden veroverd, en vervolgens in beslag genomen en gedeeltelijk gesloopt door de Italianen en later de Duitsers. Haar wrak bleef in Toulon liggen tot ze in 1955 werd getroffen en drie jaar later werd gesloopt.

### Technisch
Het schip had een standaardwaterverplaatsing van 26.500 ton. Het was bewapend met acht kanonnen van 330 mm en zestien van 130 mm. De luchtafweer bestond uit acht snelvuurkanonnen van 37 mm en tweeëndertig van 13,2 mm.
Het gordelpantser varieerde van 146 mm tot 248 mm, het dekpantser van 127 mm tot 141 mm. De geschuttorens waren voorzien van 152 mm tot 330 mm pantser en de brug van 159 mm tot 267 mm.
Het schip kon vier vliegtuigen aan boord meenemen. De snelheid bedroeg maximaal 30 knopen (ca. 55 km/h). De actieradius was 6.500 zeemijlen bij 15 knopen.
Het schip had een lengte van 215 meter, een breedte van 31 meter en een diepgang van 9,6 meter. De bemanning bestond uit maximaal 1381 koppen.

## Trivia
De Dunkerque en de Strassbourg, alsmede de Duitse slagschepen Gneisenau en Scharnhorst, werden in het Verenigd Koninkrijk soms beschouwd als een nieuw type slagkruiser. Was bij de oorspronkelijke slagkruiser pantsergewicht opgeofferd om een hogere snelheid mogelijk te maken, bij deze vier schepen was juist het gewicht van het hoofdgeschut beperkt. Gebruikelijk was namelijk het voeren van 381 mm (15 inch) of 406 mm (16 inch) als kaliber voor het hoofdgeschut bij tijdgenoten.